# Erica van den Heuvel
Erica van den Heuvel, geboren als Henrica Petronella Johanna Maria van Dijck (Helmond, 12 juni 1966), is een Nederlandse voormalig badmintonspeelster.

## Carrière
Tussen 1981 en 2001 heeft zij verschillende keren op het podium gestaan bij de Europese kampioenschappen badminton. Daarnaast is ze verschillende keren Nederlands kampioen geweest in de damesdubbel- en gemengddubbelklassen. Van den Heuvel is bij de senioren in totaal 23 keer Nederlands kampioen geweest in het gemengddubbel en damesdubbel.
In 1984 won ze haar eerste internationale titel in Zwitserland bij de dubbel met Monique Hoogland, hierna volgde een mix titel in Hongarije met Bas von Barnau-Sijthoff. In 1985 won Van den Heuvel-van Dijck met Eline Coene, met wie ze een jarenlang succesvol koppel zou vormen, de Belgische Open International. In 1988 wonnen ze de Canada Open in het damesdubbel. 

## Meeste Europese badmintonmedailles namens Nederland
Acht keer nam ze deel aan het EK en behaalde daar ook acht medailles (driemaal zilver en vijfmaal brons). Hiermee is zij de succesvolste Nederlandse badmintonster ooit op de Europese badmintonkampioenschappen.
Ze behaalde bij haar eerste deelname in 1988 een zilveren plak op het onderdeel gemengd dubbelspel met Alex Meijer in Kristiansand, Noorwegen. Twee jaar later in 1990 in Moskou behaalde ze bij de EK zilver op het onderdeel damesdubbel met Eline Coene. Vier jaar later bij de EK in Den Bosch behaalde ze twee bronzen medailles; in de dubbel met de Zweedse Maria Bengtsson en in de mix met Ron Michels. Ook bij het EK in 1996 in het Deense Herning veroverde Erica een bronzen plak met Ron Michels. Bij het EK in 1998 in het Bulgaarse Sofia wist Erica twee medailles te veroveren. Een zilveren plak in de mix met de Duitser Michael Keck en een bronzen plak in de dubbel met Monique Hoogland. In het jaar 2000 wist Van den Heuvel in het Schotse Glasgow haar laatste EK-medaille te veroveren, een bronzen plak in de mix met Chris Bruil.

## Deelname aan drie Olympische Spelen
Ze nam deel aan de Olympische Zomerspelen 1992, die van 1996 en ook aan de Olympische Zomerspelen 2000. Bij de Spelen van 1992 in Barcelona, Spanje won Van den Heuvel de 1e ronde enkelspel van de Hongaarse Andrea Dako, vervolgens verloor Van den Heuvel het enkelspel in de 2e ronde van de Indonesische topspeelster Sarwendah Kusumawardhani, terwijl ze met Eline Coene het vrouwendubbel verloor van Catrine en Maria Bengtsson uit Zweden. Bij de Spelen van 1996 in Atlanta wonnen ze het dubbel eerst nog van de Britten Kelly Morgan en Joanne Muggeridge. Hierna verloren ze bij de laatste 16 van het Chinese koppel Chen Ying en Peng Xingyong. Met Ron Michels won Van den Heuvel bij de Spelen van 1996 de 1e ronde van het Bulgaarse koppel Velkov en Nedjelkova, vervolgens verloren ze van de Denen Michael Søgaard en Rikke Olsen. In Sydney 2000 wist ze met partner Chris Bruil door te dringen tot de kwartfinale. Hierin verloren ze nipt van het Engelse duo Joanne Goode en Simon Archer (12-15, 12-15). Ze veroverden toch de vijfde plaats in het Olympisch toernooi. Van den Heuvel ontving voor deze prestatie uit handen van IOC-voorzitter Antonio Samaranch het Olympisch Diploma.

## Hoogte- en dieptepunten
In 1996 won Van den Heuvel het Dutch Open samen met Eline Coene in het dubbelspel. Ze was actief tijdens negen WK's. De eerste keer in 1985 in Calgary en de laatste keer bij het WK in 2001 in het Spaanse Sevilla. Met dit toernooi sloot ze tevens haar badmintoncarrière af. Het plezier in de sport werd voor Van den Heuvelsoms overschaduwd door 'randverschijnselen'. Toen de badmintonbond coach Rob Kneefel eind 2000 dwong te vertrekken omdat hij niet in het ideale plaatje voor de Spelen in 2004 zou passen én in verband met tegenvallende prestaties in Sydney, kwam Van den Heuvel in opstand. Zij eiste het vertrek van Martijn van Dooremalen als bondscoach. Samen met andere spelers gaf ze de bond te kennen dat ze juist Kneefel als bondscoach wensten. Het laatste jaar van haar loopbaan dubbelde Van den Heuvel met Nicole van Hoorn, met wie ze onder meer de Velo Dutch International en het Franse Open wist te winnen. De samenwerking met Chris Bruil in het gemengd dubbel was inmiddels verbroken.

## Overwinningen en medailles
| Seizoen | Wedstrijd                             | Klassen        | Uitslag | Partner                     |
| ------- | ------------------------------------- | -------------- | ------- | --------------------------- |
| 1984    | Nederlandse kampioenschappen          | Damesdubbel    | Goud    | Eline Coene                 |
| 1984    | Nederlandse kampioenschappen          | Gemengd dubbel | Goud    | Rob Ridder                  |
| 1984    | Zwitserland Open                      | Damesdubbel    | Goud    | Monique Hoogland            |
| 1984    | Ungarn Open                           | Gemengd dubbel | Goud    | Bas von Barnau-Sijthoff     |
| 1984    | Nederlandse kampioenschappen junioren | Damesenkel     | Goud    |                             |
| 1985    | Nederlandse kampioenschappen          | Damesdubbel    | Goud    | Eline Coene                 |
| 1985    | Nederlandse kampioenschappen          | Gemengd dubbel | Goud    | Rob Ridder                  |
| 1985    | België Open                           | Damesdubbel    | Goud    | Eline Coene                 |
| 1986    | België Open                           | Damesdubbel    | Zilver  | Eline Coene                 |
| 1986    | Nederlandse kampioenschappen          | Gemengd dubbel | Goud    | Rob Ridder                  |
| 1987    | Oostenrijk Open                       | Damesdubbel    | Goud    | Monique Hoogland            |
| 1987    | Nederlandse kampioenschappen          | Damesdubbel    | Goud    | Eline Coene                 |
| 1987    | Nederlandse kampioenschappen          | Gemengd dubbel | Goud    | Alex Meijer                 |
| 1988    | Europese kampioenschappen             | Gemengd dubbel | Zilver  | Alex Meijer                 |
| 1988    | Canada Open                           | Gemengd dubbel | Goud    | Henrik Svarrer (Denemarken) |
| 1988    | Canada Open                           | Damesdubbel    | Goud    | Eline Coene                 |
| 1988    | Nederlandse kampioenschappen          | Damesdubbel    | Goud    | Eline Coene                 |
| 1989    | Nederlandse kampioenschappen          | Gemengd dubbel | Goud    | Alex Meijer                 |
| 1989    | Nederlandse kampioenschappen          | Damesdubbel    | Goud    | Eline Coene                 |
| 1990    | Europese kampioenschappen             | Damesdubbel    | Zilver  | Eline Coene                 |
| 1991    | Nederlands kampioenschap              | Damesdubbel    | Goud    | Eline Coene                 |
| 1991    | Nederlands kampioenschap              | Gemengd dubbel | Goud    | Randy Trieling              |
| 1992    | Nederlandse kampioenschappen          | Damesdubbel    | Goud    | Eline Coene                 |
| 1992    | Nederlandse kampioenschappen          | Gemengd dubbel | Goud    | Randy Trieling              |
| 1992    | Duitsland Open                        | Gemengd dubbel | Goud    | Thomas Lund (Denemarken)    |
| 1993    | Duitsland Open                        | Gemengd dubbel | Goud    | Thomas Lund (Denemarken)    |
| 1993    | Nederlands kampioenschap              | Damesdubbel    | Goud    | Eline Coene                 |
| 1994    | Nederlands kampioenschap              | Damesdubbel    | Goud    | Eline Coene                 |
| 1994    | Nederlands kampioenschap              | Gemengd dubbel | Goud    | Ron Michels                 |
| 1994    | Europees kampioenschap                | Damesdubbel    | Brons   | Maria Bengtsson (Zweden)    |
| 1994    | Europees kampioenschap                | Gemengd dubbel | Brons   | Ron Michels                 |
| 1994    | Duitsland Open                        | Gemengd dubbel | Goud    | Ron Michels                 |
| 1995    | Duitsland Open                        | Gemengd dubbel | Goud    | Ron Michels                 |
| 1996    | Nederlands kampioenschap              | Gemengd dubbel | Goud    | Ron Michels                 |
| 1996    | Dutch Open                            | Damesdubbel    | Goud    | Eline Coene                 |
| 1996    | Europees kampioenschap                | Gemengd dubbel | Brons   | Ron Michels                 |
| 1997    | Nederlands kampioenschap              | Damesdubbel    | Goud    | Monique Hoogland            |
| 1997    | Zweden Open                           | Gemengd dubbel | Goud    | Michael Keck (Duitsland)    |
| 1998    | Europees kampioenschap                | Gemengd dubbel | Zilver  | Michael Keck (Duitsland)    |
| 1998    | Europees kampioenschap                | Damesdubbel    | Brons   | Monique Hoogland            |
| 1998    | Nederlands kampioenschap              | Damesdubbel    | Goud    | Moniqe Hoogland             |
| 1998    | Bitburger Open                        | Damesdubbel    | Goud    | Judith Meulendijks          |
| 1999    | Nederlands kampioenschap              | Gemengd dubbel | Goud    | Norbert van Barneveld       |
| 1999    | Nederlands kampioenschap              | Damesdubbel    | Goud    | Lonneke Janssen             |
| 1999    | Swiss Open                            | Gemengd dubbel | Brons   | Chris Bruil                 |
| 1999    | Australian open                       | Gemengd dubbel | Goud    | Michael Keck (Duitsland)    |
| 1999    | Bitburger Open                        | Gemengd dubbel | Goud    | Chris Bruil                 |
| 2000    | Nederlands kampioenschap              | Damesdubbel    | Goud    | Lonneke Janssen             |
| 2000    | Nederlands kampioenschap              | Gemengd dubbel | Goud    | Chris Bruil                 |
| 2000    | All England Open                      | Gemengd dubbel | Brons   | Chris Bruil                 |
| 2000    | Europees kampioenschap                | Gemengd dubbel | Brons   | Chris Bruil                 |
| 2000    | Bitburger Open                        | Gemengd dubbel | Goud    | Michael Keck (Duitsland)    |
| 2001    | Velo Dutch International Open         | Damesdubbel    | Goud    | Nicole van Hooren           |
| 2001    | Kroatië Open                          | Damesdubbel    | Goud    | Nicole van Hooren           |
| 2001    | Frankrijk Open                        | Damesdubbel    | Goud    | Nicole van Hooren           |